# 핀 피쉬
핀 피쉬(フィン・フィッシュ, Finn Fish )는 신풍괴도 쟌느의 등장인물이다.

## 소개
성우 - 니시하라 쿠미코 / 지미애
어느 날 마론 앞에 나타난 준천사. 핫케이크를 매우 좋아하며 다소 유행에 민감한 밝은 성격의 소유자. 마론을 천사의 힘으로 괴도 쟌느로 변신시킨다. 머리카락은 돌연변이로 인한 황녹색으로 천계에서는 드문 머리색이다.(대부분의 천사는 은발)  보통 천사보다 성스러운 기운을 많이 모을 수 있었고 그 때문에 천계에서 우수한 천사가 되었다.
하지만, 인간계에 내려갔을 때 인간을 죽이지 않는다는 금기를 어겼기 때문에, 천계에서 추방되었다. 소멸 직전에 마왕이 생명을 구해주어서 타락천사가 되었다. 그 후 신의 힘을 빼앗기 위해서 마왕이 마론에게 보내게 된다. 이후에 마론의 힘으로 정(正)천사가 된다. 그러나 그 후 마왕이 죽기 전에 한 공격을 마론 대신 맞고 천사로서의 목숨을 잃었다.
애니메이션에서는 블랙 홀과 같은 것에 빨려 들여가 행방 불명이 된 후 마왕에 조종되어 타락천사가 되었다고 하는 설정.